# Rátkapuszta
Rátkapuszta (szlovákul: Ratka) község Szlovákiában, a Besztercebányai kerületben, a Losonci járásban. A Novohrad-Nógrád UNESCO Globális Geopark települése. 

## Fekvése
Fülektől 4 km-re délnyugatra található.

## Története
Területe a trianoni békeszerződésig Nógrád vármegye Füleki járásához tartozott.
1929-ben említik először. 1955-ben vált önálló községgé Csákányháza határából. Területén kőbánya működött. Lakói mezőgazdaságból éltek és a közeli Fülek üzemeiben dolgoztak.

## Népessége
| Év:            | 1994. | 2004.   | 2014.   | 2024.    |
| -------------- | ----- | ------- | ------- | -------- |
| Emberek száma: | 337   | 316     | 313     | 347      |
| Eltérés:       |       | -6,23 % | -0,94 % | +10,86 % |

| Év:            | 2023. | 2024.   |
| -------------- | ----- | ------- |
| Emberek száma: | 345   | 347     |
| Eltérés:       |       | +0,57 % |

2001-ben 352 lakosából 333 szlovák volt.
2011-ben 340 lakosából 290 szlovák volt.

## Külső hivatkozások
- Községinfó
- Rátkapuszta Szlovákia térképén
- E-obce.sk Archiválva 2008. február 7-i dátummal a Wayback Machine-ben
- A Novohrad-Nógrád UNESCO Globális Geopark települései